# Desná
Desná (německy Dessendorf) je město, které leží v okrese Jablonec nad Nisou v Libereckém kraji, na soutoku Bílé a Černé Desné. Žije zde přibližně 3 100 obyvatel. Na severu katastru města se nachází vodní nádrž Souš. Nejvyšší bod v Desné je na Souši na svahu hory Desenský hřeben s nadmořskou výškou 849 metrů. Nejnižší bod v Desné je na řece Desná, poblíž hotelu Bolson s nadmořskou výškou 479 metrů. Město je součástí Mikroregionu Tanvaldsko.

## Historie

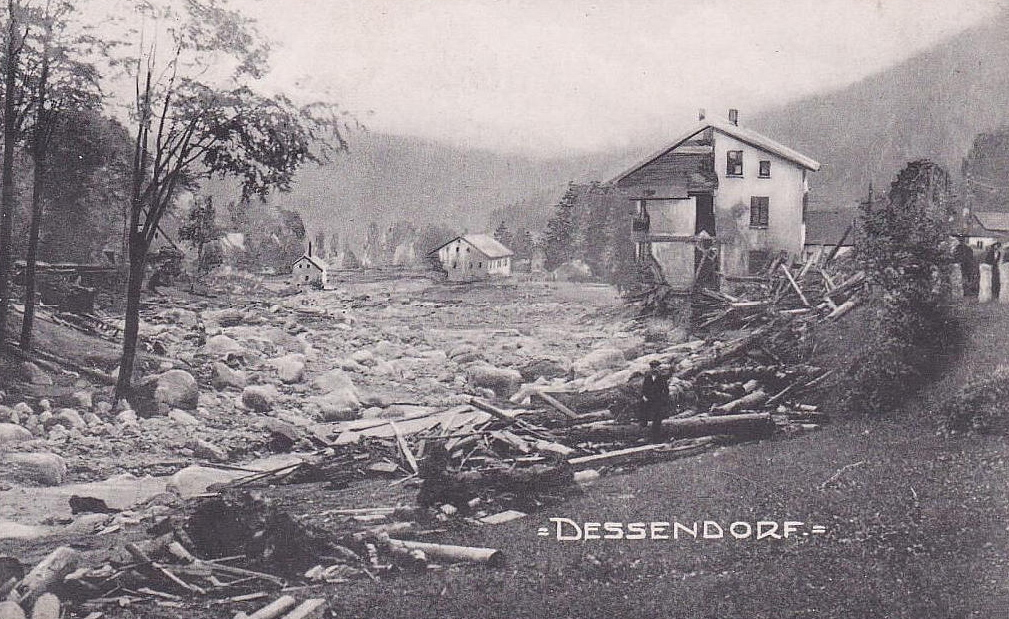
Desná po povodni 18. září 1916

Obec byla založena roku 1691 a pojmenována po Albrechtu Maxmiliánu Desfoursovi jako Desfoursdorf – Desfoursova Ves. Mezi lidmi se více ujal název Dessendorf, česky Desná, odvozený od názvu říčky, protékající údolím. V roce 1771 měla Desná 36 domků, roztroušených po obou březích Bílé Desné. Obec Desná náležela až do roku 1880 k tržní obci Albrechtice a dne 15. listopadu došlo k jejímu osamostatnění. K výraznému rozkvětu došlo v 19. století, kdy zde byly v provozu lázně a sklárny.
V pondělí 18. září 1916 postihla město katastrofa, když ji zaplavila voda z protržené přehrady na řece Bílé Desné. Bylo zničeno 29 obytných domů a jedenáct brusíren skla, dalších 62 domů bylo vážně poškozeno. O život přišlo 62 osob.
Status města Desná získala v roce 1968. Do té doby byla od roku 1913 městysem.

## Přírodní poměry
Město se nachází poblíž soutoku říček Černá a Bílá Desná nedaleko Tanvaldu. Po rozdělení obě říčky tečou úzkými údolími, mezi kterými se nachází vrch Novina (796 metrů). Vlastní město se rozkládá ještě v údolí Bílé Desné a u soutoku Černé Desné s jejím levým přítokem, Černou říčkou. Pod město spadají také osady Pustiny, Sovín, Novina, Souš a Černá Říčka. Na severu katastru u osady Souš se nachází stejnojmenná vodní nádrž.

## Obyvatelstvo
| Rok            | 1869  | 1880  | 1890  | 1900  | 1910  | 1921  | 1930  | 1950  | 1961  | 1970  | 1980  | 1991  | 2001  | 2011  | 2021  |
| -------------- | ----- | ----- | ----- | ----- | ----- | ----- | ----- | ----- | ----- | ----- | ----- | ----- | ----- | ----- | ----- |
| Počet obyvatel | 1 270 | 1 807 | 2 123 | 2 447 | 2 347 | 1 681 | 1 740 | 3 516 | 3 697 | 3 436 | 3 372 | 3 811 | 3 549 | 3 549 | 2 963 |
| Počet domů     | 161   | 198   | 237   | 252   | 252   | 244   | 277   | 951   | 672   | 629   | 546   | 704   | 683   | 683   | 789   |

## Části města
Desná I
- Desná (Dessendorf)
- Sovín (Eule)

Desná II
- Potočná (Tiefenbach)
- Pustiny (Wustung)

Desná III
- Černá Říčka (Schwarzfluß)
- Dolní Polubný (Unterpolaun)
- Merklov (Markelsdorf)
- Ničovy Domky (Nitschehäuser)
- Novina (Neustück, dříve Hermannsdorf)
- Souš (Darre)

Dolní Polubný byl dříve součástí obce, později městyse Polubný. Roku 1949 byl odtržen od Polubného a připojen k Desné. Roku 1960 pak byla obec Polubný sloučena s obcemi Příchovice a Jizerka do nové obce Kořenov.

## Hospodářství
Ve městě má pobočku společnost Preciosa, konkrétně Ornela Preciosa, která se specializuje na skleněné perličky. Navazuje i svými továrnami na dílo rodiny Riedelů.

## Doprava
Město je dobře dostupné po silnici I/10 vedoucí do Harrachova. Na sever kolem přehrady vychází z města silnice II/290 směr Hejnice a Frýdlant. Železniční doprava je zajišťována Tanvaldskou ozubnicovou dráhou. Dopravní obslužnost města je zajištěna do směru  Tanvald, Liberec, Jablonec nad Nisou, Praha,  Albrechtice v Jizerských horách, Josefův Důl, Harrachov, Rokytnice nad Jizerou.
- Naučná stezka po stopách skláře Riedela.[9]
- Naučná stezka Riedelova vila- Riedelova hrobka[10] - na stezku se dá napojit i v oblasti desenské pobočky podniku Preciosa u bývalého kulturnho domu Sklář, v současnosti závodní jídelny.[11]
- Naučná stezka Desná – Protržená přehrada - vede z města Desná k zaniklé přehradě Desná, v místě navazuje naučně-poznávací okruh.[12]

## Společnost

### Kultura
- Kulturní a informační centrum sídlí v Riedelově vile.
- Muzeum Desná sídlí rovněž v Riedlově vile, jeho expozice ukazují historii města a také historii rodiny Riedlů, kteří začali s výrobou skla v Desné[13][14]
- Sympozium Desná je tradiční sympozium dřevosochařů na zahradě Riedelovy vily, je spojeno s dalším kulturním programem, například s koncerty nebo ukázkami řemesel.[15][16]
- Víkend Křišťálového údolí je den otevřených dveří různých sklářských muzeí a podniků s programem věnovaným zejména sklářství[17]

### Sport

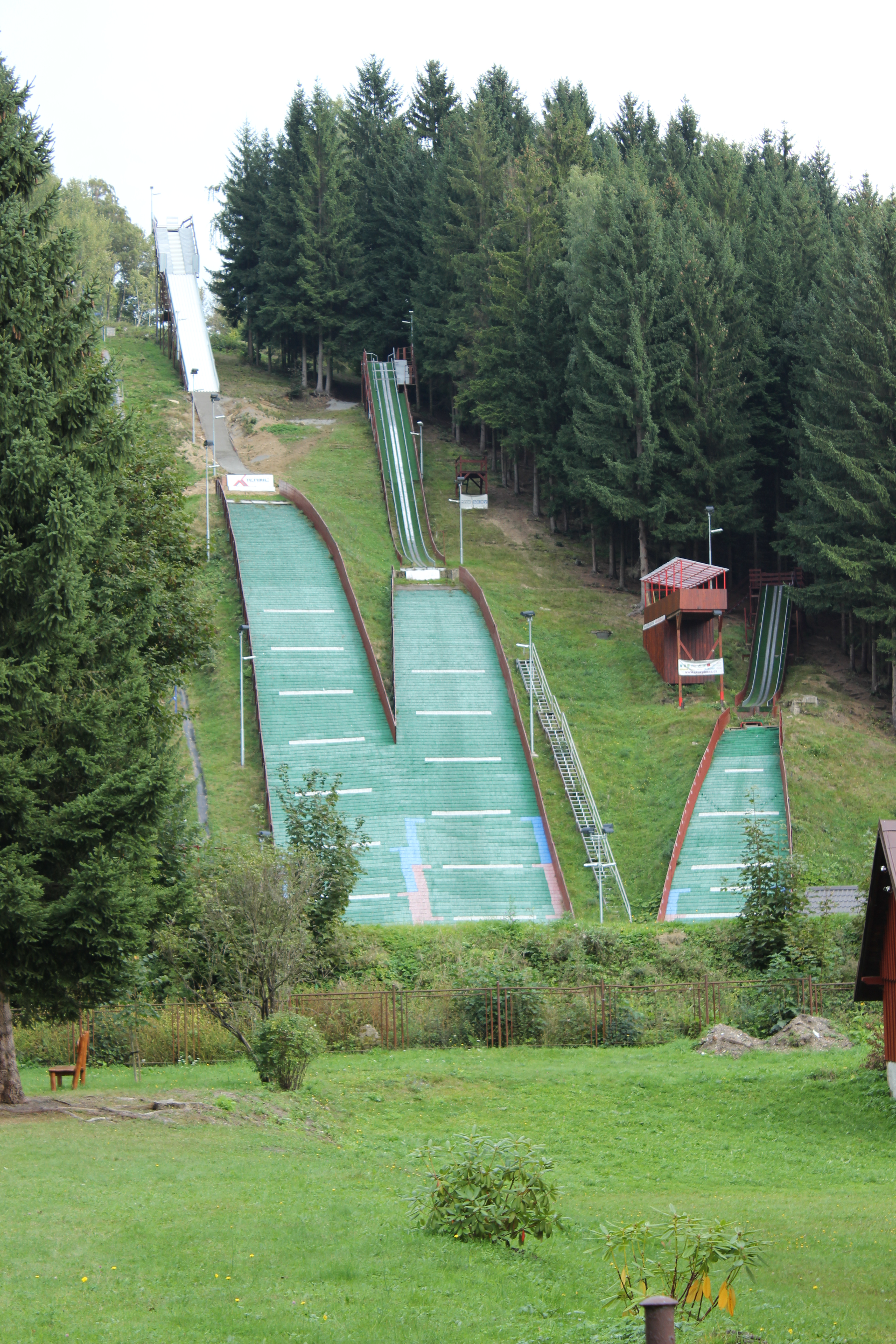
skokanské můstky v Desné

Od roku 1946 zde působí Fotbalový klub TJ Desná. V roce 2018 byl na hřišti vybudován zcela nový umělý trávník. Tělovýchovná jednota má také oddíl atletiky a lyžařů. Jsou zde skokanské můstky, Jizerský klub lyžařů Desná se věnuje skokům na lyžích a severské kombinaci, dále je zde Školní sportovní klub AŠSK při Základní škole a Mateřské škole Desná a Klub psích sportů.

### Křišťálové údolí
Desná je zapojena do projektu tzv. Křišťálového údolí, sdružující jednotlivá místa s výrobou skla. Projekt souvisí se zapsáním ruční výroby skla na seznam nehmotného kulturního dědictví UNESCO v několika zemích dne 6. prosince 2023.

## Pamětihodnosti
- Pomník katastrofy na Bílé Desné
- Karnetův vodní mlýn
- Starokatolický kostel Nanebevstoupení Páně (působí zde starokatolická filiální obec – spadá pod starokatolickou farnost Jablonec nad Nisou)
- Starokatolická fara

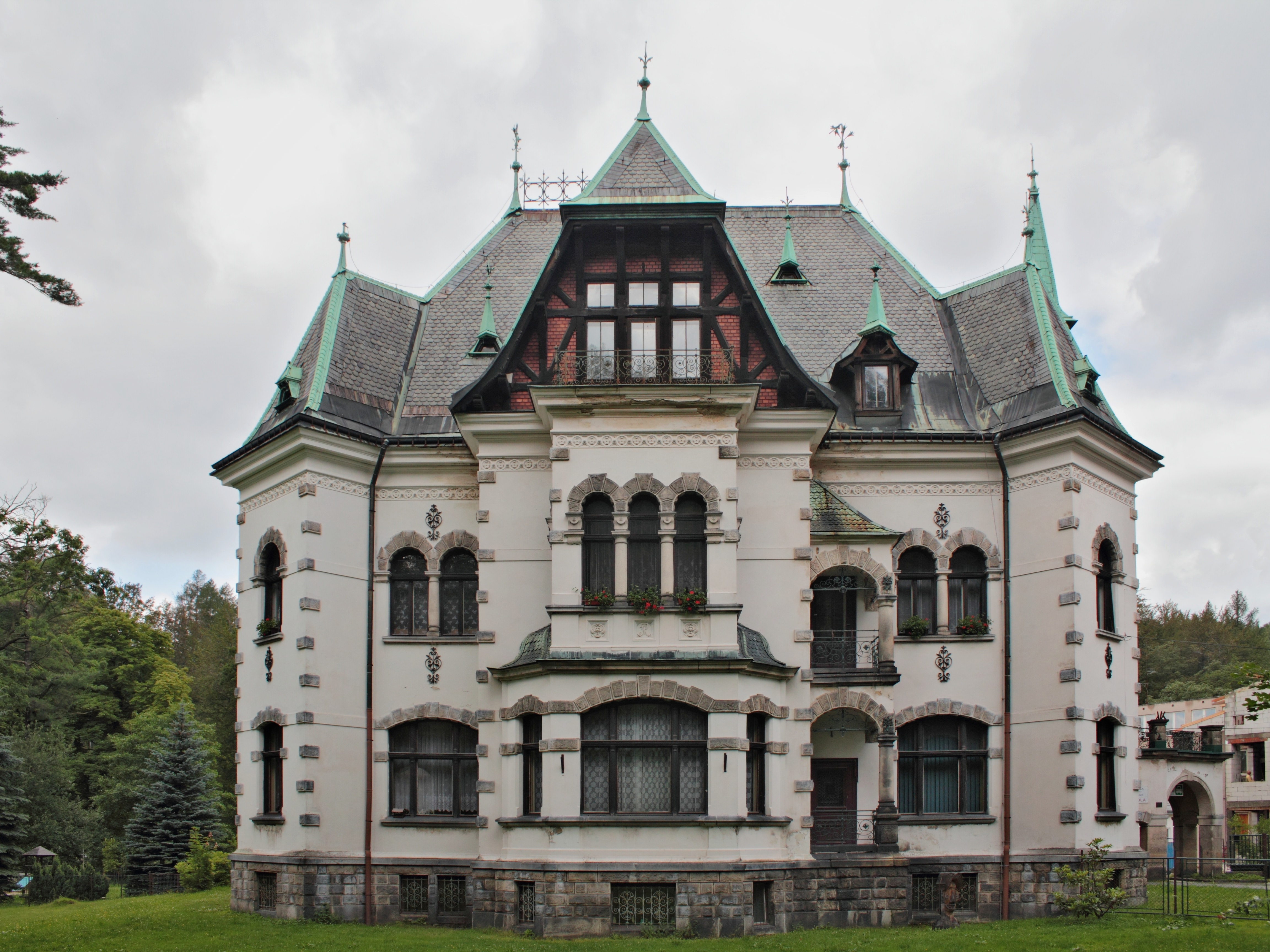
Komarova vila
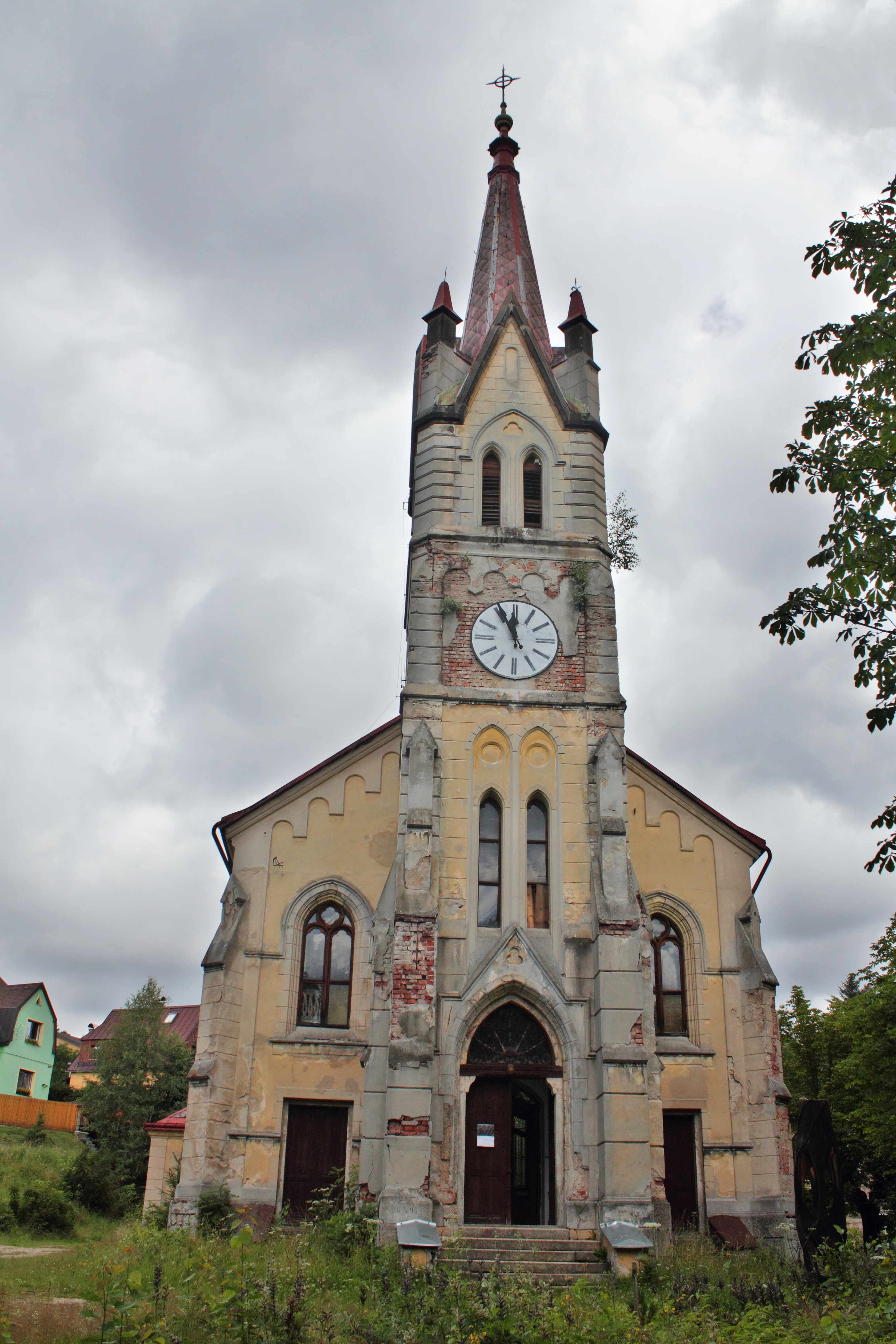
Starokatolický kostel Nanebevstoupení Páně
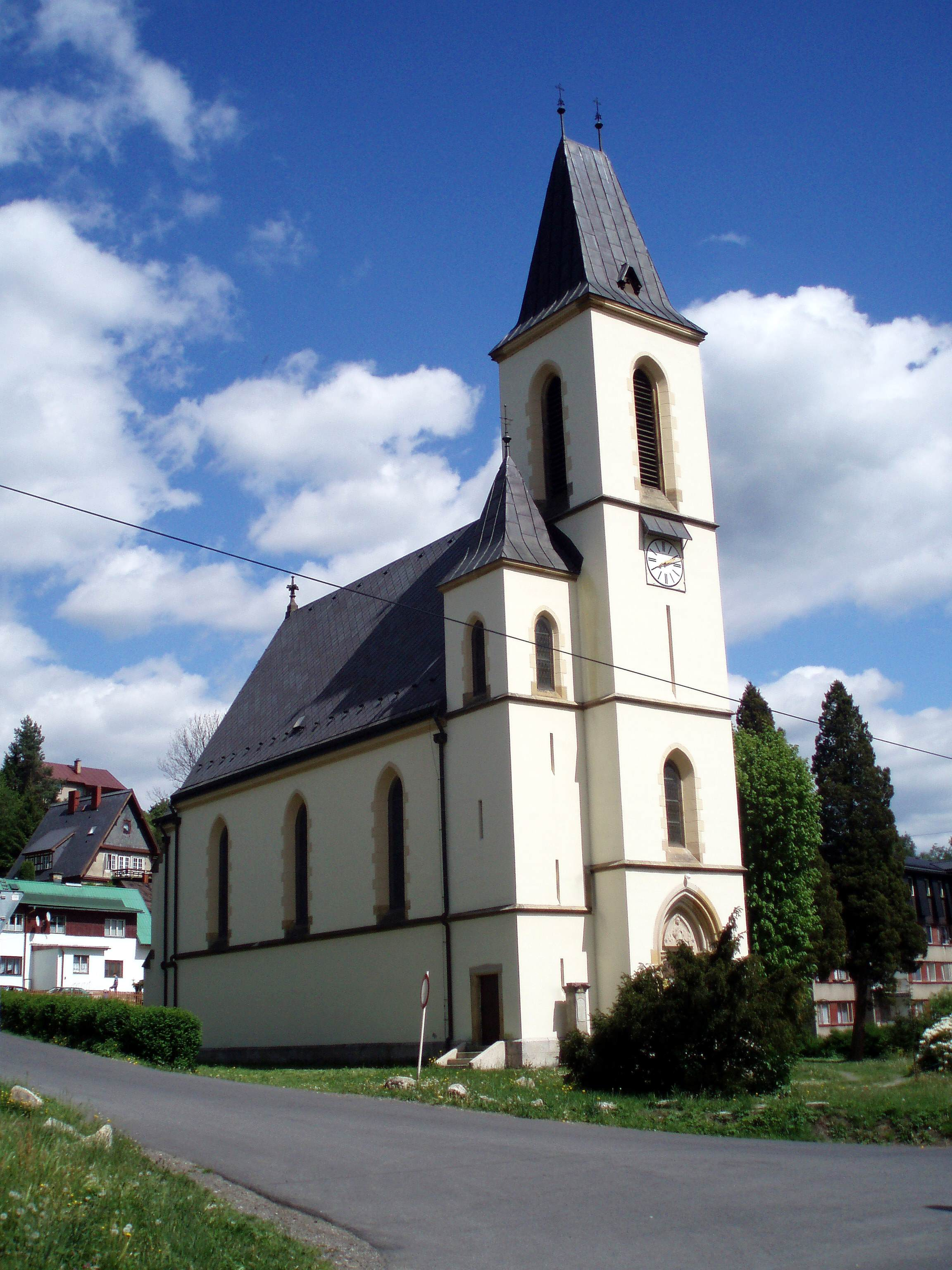
Kostel Nanebevzetí Panny Marie
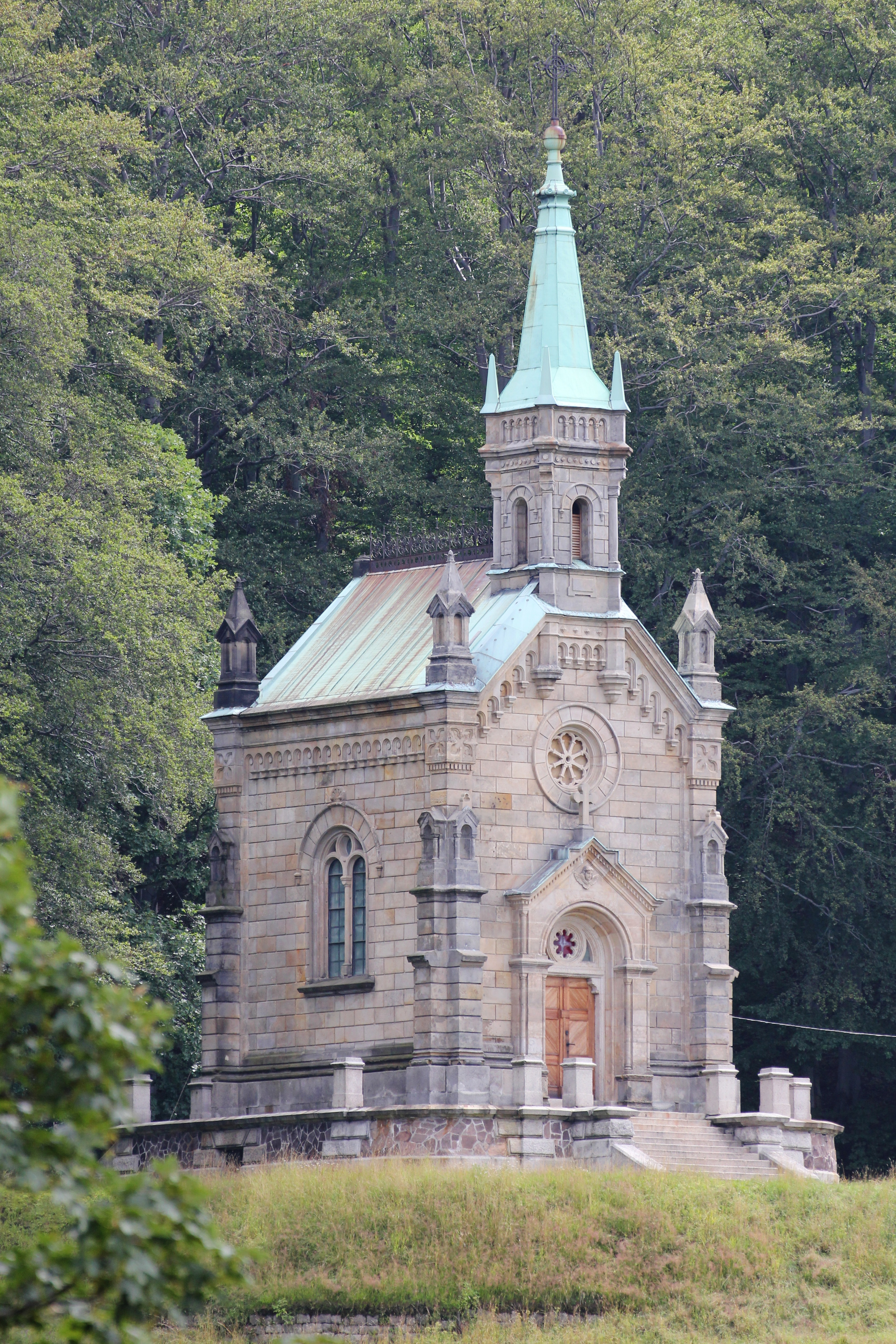
Riedlova pohřební kaple
- Riedlova vila
- Kaplička na Novině
- Cesta svatého Matyáše

- Riedlova vila
- Starokatolický kostel Nanebevstoupení Páně
- Katolický kostel Nanebevzetí Panny Marie
- Riedlova hrobka

## Osobnosti
- Tomáš Goder (* 1974), skokan na lyžích a olympijský medailista

## Partnerská města
- Podgórzyn, Polsko
- Malschwitz, Německo